# Rezolucja Zgromadzenia Ogólnego ONZ nr 194
Rezolucja Zgromadzenia Ogólnego ONZ nr 194 – rezolucja uchwalona podczas III Sesji Zgromadzenia Ogólnego ONZ w dniu 11 grudnia 1948 odnośnie do przyjęcia sprawozdania z postępu prac Mediatora Narodów Zjednoczonych w Palestynie.

## Tło przyjęcia rezolucji
W dniu 15 maja 1948 wygasał brytyjski mandat w Mandacie Palestyny. Uchwalona 29 listopada 1947 Rezolucja Zgromadzenia Ogólnego ONZ nr 181 zakładała rozwiązanie konfliktu izraelsko-arabskiego poprzez utworzenie dwóch państw w Palestynie: żydowskiego i arabskiego. Przywódcy społeczności żydowskiej zaakceptowali plan podziału Palestyny, chociaż zaproponowany obszar państwa żydowskiego przyjęli jako „niezbędne minimum”, i bez zgłaszania zastrzeżeń rozpoczęli przygotowania do utworzenia własnego państwa. Natomiast społeczność arabska sprzeciwiła się Rezolucji 181, twierdząc, że narusza ona prawa większości mieszkańców Palestyny. Arabowie spostrzegali plan podziału Palestyny jako niesprawiedliwy, ponieważ oddawał większość terytorium państwa w ręce stanowiącej mniejszość społeczności żydowskiej. W rezultacie, 30 listopada 1947 doszło do wybuchu wojny domowej w Mandacie Palestyny. W maju 1948 doszło do interwencji zbrojnej sąsiednich państw arabskich w Palestynie, i wojna domowa przekształciła się w I wojnę izraelsko-arabską. Przez cały ten czas w Palestynie działał Mediator Narodów Zjednoczonych w Palestynie, którego zakres prac określał mandat przyznany przez Rezolucję Zgromadzenia Ogólnego ONZ nr 186 z dnia 14 maja 1948. Podczas III Sesji Zgromadzenia Ogólnego ONZ przedstawił on sprawozdanie z postępu swoich prac, co stało się bodźcem do uchwalenia Rezolucji nr 194.

## Tekst rezolucji
Zgromadzenie Ogólne, mając pod uwagą dalszą sytuację w Palestynie,
1. Wyraża głębokie uznanie dla pracy Mediatora Narodów Zjednoczonych, który poświęcił swoje własne życie, w celu osiągnięcia postępu i promowania pokojowego rozwiązania sytuacji w Palestynie; rozszerza podziękowanie na współpracowników Mediatora za ich wysiłki i poświęcenie w Palestynie.
2. Ustanawia Komisję Rozjemczą składającą się z trzech państw członkowskich Organizacji Narodów Zjednoczonych, którzy mają następujące funkcje:
  1. Jeśli uzna za konieczne w istniejących okolicznościach, przejąć funkcje Mediatora Narodów Zjednoczonych w Palestynie zgodnie z mandatem Rezolucji Zgromadzenia Ogólnego nr 186 z dnia 14 maja 1948;
  2. Przeprowadzenie funkcji i dyrektyw określonych przez niniejszą rezolucję, a także dodatkowych funkcji i dyrektyw, które mogą być przydzielone przez Zgromadzenie Ogólne lub Radę Bezpieczeństwa ONZ;
  3. Przyjęcie na wniosek Rady Bezpieczeństwa funkcji obecnie przypisanych Mediatorowi Narodów Zjednoczonych lub Komisji Narodów Zjednoczonych do Spraw Palestyny
3. Decyduje, że Komitet Zgromadzenia złożony z Chińskiej Republiki Ludowej, Francji, ZSRR, Wielkiej Brytanii i Stanów Zjednoczonych przedstawi przed końcem pierwszej części obecnej sesji Zgromadzenia Ogólnego wniosek w sprawie zatwierdzenia trzech państw, które będą stanowić Komisję Rozjemczą.
4. Zwraca się do Komisji, aby od razu rozpoczęła pracę w celu nawiązania kontaktu między stronami a Komisją, w najwcześniejszym możliwie terminie.
5. Wzywa rządy i władze do rozszerzenia zakresu negocjacji przewidzianych przez Rezolucję Rady Bezpieczeństwa ONZ nr 62 z dnia 16 listopada 1948, do osiągnięcia porozumienia na drodze negocjacji prowadzonych zarówno z Komisją Rozjemczą, jak i bezpośrednio w celu ostatecznego rozstrzygnięcia wszystkich nierozstrzygniętych kwestii między nimi.
6. Zobowiązuje Komisję Rozjemczą do podjęcia działań w celu wsparcia rządów i władz w celu osiągnięcia ostatecznego rozstrzygnięcia wszystkich nierozstrzygniętych kwestii między nimi.
7. Postanawia, że święte miejsca - w tym Nazaret – religijne budynki i miejsca w Palestynie, powinny być chronione i powinien być zapewniony swobodny dostęp do nich, zgodnie z obowiązującymi prawami i historycznymi praktykami. Ustalenia w tym zakresie powinny być czynione pod nadzorem Komisji Rozjemczej, która przedstawi sprawozdanie na czwartej normalnej sesji Zgromadzenia Ogólnego. Raport powinien zawierać szczegółowe propozycje stałego międzynarodowego nadzoru nad obszarem Jerozolimy, z zaleceniami dotyczącymi świętych miejsc w tym obszarze i miejsc świętych w pozostałych częściach Palestyny. Propozycje te powinny być przedstawione Zgromadzeniu Ogólnemu do zatwierdzenia.
8. Postanawia, że z powodu związku z trzema światowymi religiami, obszarowi Jerozolimy z okolicznymi wioskami i miasteczkami, z których najbardziej na wschód wysunięta jest Abu Dis, na południe Betlejem, na zachód En Kerem (z obszarem osiedla Moca) oraz na północ Szu’afat, należy przyznać szczególne i odrębne traktowanie od reszty Palestyny, i powinno się objąć ją skuteczniejszą kontrolą Narodów Zjednoczonych. Zwraca się do Rady Bezpieczeństwa o podjęcie dalszych kroków w celu zapewnienia demilitaryzacji Jerozolimy w najbliższym możliwie terminie. Zobowiązuje Komisję Rozjemczą do przedstawienia na czwartej sesji zwyczajnej Zgromadzenia Ogólnego szczegółowych propozycji stałego międzynarodowego systemu nadzoru dla obszaru Jerozolimy, który pozwoli na maksymalną autonomię charakterystycznych lokalnych grup zgodnie ze specjalnym statusem międzynarodowego obszaru Jerozolimy. Komisja Rozjemcza jest uprawniona do powołania przedstawicieli Narodów Zjednoczonych, którzy będą współpracować z lokalnymi władzami w sprawach tymczasowej administracji w obszarze Jerozolimy.
9. Postanawia, że w oczekiwaniu na porozumienie w sprawie bardziej szczegółowych ustaleń między rządami i autoryzowanymi organami, wszyscy mieszkańcy Palestyny powinni mieć przyznany wolny dostęp do dróg, linii kolejowych i lotnisk w obszarze Jerozolimy. Zobowiązuje Komisję Rozjemczą do natychmiastowego zgłaszania do Rady Bezpieczeństwa wszelkich działań podejmowanych przez każdą ze stron w celu utrudnienia dostępu.
10. Zobowiązuje Komisję Rozjemczą do poszukiwania porozumienia między rządami i władzami, które ułatwi rozwój gospodarczy obszaru, w tym ustaleń dotyczących dostępu do portów i lotnisk oraz korzystania z transportu i urządzeń telekomunikacyjnych.
11. Postanawia, że uchodźcy, którzy chcą wrócić do swoich domów i żyć w pokoju z sąsiadami, powinni mieć pozwolone, aby uczynić to najwcześniej jak to możliwe. Tym, którzy zdecydują się nie wracać powinny być wypłacone odszkodowania za własność i utracone lub uszkodzone nieruchomości. Zgodnie z zasadami prawa międzynarodowego powinny być wypłacone przez rządy lub odpowiedzialne organy. Zobowiązuje Komisję Rozjemczą do ułatwiania repatriacji, przesiedleń, oraz gospodarczej i społecznej rehabilitacji uchodźców, wypłacania odszkodowań, a także utrzymywania bliskich stosunków z dyrektorem Agencji Narodów Zjednoczonych dla Pomocy Uchodźcom Palestyńskim na Bliskim Wschodzie, i przez niego z właściwymi organami i agencjami Narodów Zjednoczonych.
12. Upoważnia Komisję Rozjemczą do wyznaczenia organów pomocniczych i zatrudnienia ekspertów działających pod jej nadzorem, w celu skutecznego wypełnienia swoich funkcji i obowiązków wynikających z niniejszej rezolucji. Komisja Rozjemcza będzie miała swoją oficjalną główną siedzibę w Jerozolimie. Władze odpowiedzialne za utrzymanie porządku w Jerozolimie będą odpowiedzialne za podjęcie wszelkich niezbędnych środków dla zapewnienia bezpieczeństwa Komisji. Sekretarz Generalny zapewni ograniczoną liczbę strażników dla ochrony pracowników i pomieszczeń Komisji.
13. Zobowiązuje Komisję Pojednawczą sporządzanie okresowych sprawozdań z postępu prac dla Sekretarza Generalnego, w celu przekazania Radzie Bezpieczeństwa i członkom ONZ.
14. Wzywa wszystkie rządy i władze do współpracy z Komisją Rozjemczą, i podjęcia wszelkich możliwych kroków, aby pomóc w realizacji niniejszej rezolucji.
15. Zwraca się do Sekretarza Generalnego w celu zapewnienia niezbędnego personelu i urządzeń, oraz podjęcia odpowiednich ustaleń w celu zapewnienia niezbędnych środków do realizacji postanowień niniejszej rezolucji[6].

Rezolucja została przyjęta większością 35 głosów za, przy 15 głosach przeciwnych i 8 nieobecnych. Przeciwko przyjęciu rezolucji głosowało wszystkich sześć państw arabskich zaangażowanych w wojnie: Egipt, Irak, Liban, Arabia Saudyjska, Syria i Jemen. Izrael nie był jeszcze członkiem ONZ.

## Interpretacja rezolucji
Rezolucja wyrażała uznanie dla wysiłków podjętych przez Mediatora Narodów Zjednoczonych Folke Bernadotte, który został zamordowany 17 września 1948 przez żydowskich zamachowców z organizacji paramilitarnej Lechi. Jego następcą został Ralph Bunche. Jednak pozostała część rezolucji pozostawała przez wiele kolejnych lat kontrowersyjna. Rezolucja składała się z piętnastu artykułów, z których najczęściej cytowanymi były:
- Artykuł 7 o ochronie i swobodnym dostępie do miejsc świętych;
- Artykuł 8 o demilitaryzacji i nadzorze ONZ nad Jerozolimą;
- Artykuł 9 o wolnym dostępie do Jerozolimy;
- Artykuł 11 wzywający do powrotu uchodźców.

Najwięcej kontrowersji budził artykuł o powrocie uchodźców, który jest wykorzystywany przez Palestyńczyków do walki politycznej z Izraelem. Interpretacja artykułu 11 budziła szerokie dyskusje wśród państw arabskich. Arabowie rozumieją go, jako wyraźne określenie prawa do powrotu Palestyńczyków do swojej ojczyzny. Państwo Izrael stawało na stanowisko, ze Rezolucja nr 194, podobnie jak inne rezolucje Zgromadzenia Ogólnego, nie ma charakteru decyzji wiążącej, i jest tylko zaleceniem. Dodatkowym argumentem wysuwanym przez Izrael, było twierdzenie, że uchodźcom przysługują odszkodowania i rehabilitacje w miejscu ich obecnego zamieszkania.
Pomimo tych wszystkich kontrowersji, Izrael przyjął w 1948 Rezolucje Zgromadzenia Ogólnego nr 181 i 194, dzięki czemu Zgromadzenie Ogólne ONZ przyjęło w dniu 11 maja 1949 Rezolucję nr 273 przyznającą Izraelowi członkostwo w Organizacji Narodów Zjednoczonych.